# Éric Akoto
Pour les articles homonymes, voir Akoto.
Éric Akoto, (né le 20 juillet 1980 à Accra au Ghana) est un footballeur ghanéen naturalisé togolais qui jouait au poste de défenseur central en sélection togolaise.

## Carrière

### En club
- 1998 : Liberty Professionals
- 1998-2002 : Grazer AK
- 2002-2004 : Austria Vienne
- 2004-2005 : Rot-Weiss Erfurt
- 2005-2006 : VfB Admira Wacker Mödling
- 2006-2007 : Grazer AK
- 2007-2008 : Interblock Ljubljana
- 2008-2009 : Kapfenberger SV
- 2009-déc. 2009 : Maccabi Ahi Nazareth
- jan. 2010-2010 : OFI Crète
- 2010-fév. 2011 :  North Queensland Fury
- déc. 2011-2012 :  Floriana FC

### En équipe nationale
Il dispute la Coupe d'Afrique des nations en 2002 et 2006.
Akoto participe à la coupe du monde 2006 avec l'équipe du Togo. 

## Palmarès
Grazer AK
- Vainqueur de la Coupe d'Autriche en 2002.
- Vainqueur de la Supercoupe d'Autriche en 2000.

 Austria Vienne
- Champion d'Autriche en 2003.
- Vainqueur de la Coupe d'Autriche en 2003.
- Vainqueur de la Supercoupe d'Autriche en 2003.

 Interblock Ljubljana
- Vainqueur de la Coupe de Slovénie en 2008.